# Nemastoma triste
Nemastoma triste is een hooiwagen uit de familie aardhooiwagens (Nemastomatidae).